# 天主教華盛頓總教區
天主教華盛頓總教區（拉丁語：Archidioecesis Vashingtonensis）是美國一個羅馬天主教教省總教區，也是該國三十二個總教區之一。總教區管轄範圍包括華盛頓哥倫比亞特區和馬里蘭州南部五個縣。
下轄一個教區，即位於美屬維京群島的聖多默教區。2004年有教友567,266人，2008年有140個堂區、799名司鐸。
1789年建巴爾的摩教區，華盛頓哥倫比亞特地區所在地區歸其管轄，1939年易名為巴爾的摩-華盛頓總教區。1947年11月15日升為總教區。1965年10月12日升為教省總教區。現任總主教是威爾頓·D·格雷戈里，輔理主教為瑪略·E·多爾松維列、小羅伊·愛德華·坎伯爾和彌額爾·威廉·菲希爾，榮休總主教為陶南·維爾，榮休輔理主教為方濟各·貢薩萊斯-瓦萊爾。